# Ceratosoma brevicaudatum
Ceratosoma brevicaudatum Abraham, 1876 è un mollusco nudibranchio della famiglia Chromodorididae.

## Biologia
Ha un parassita naturale, Ceratosomicola sacculata, un piccolo crostaceo copepode ectoparassita.